# Live at Zaal 100
Live at Zaal 100 ist ein Jazzalbum des Twenty One 4Tet aus Luís Vicente, John Dikeman, Wilbert de Joode und Onno Govaert. Die am 27. September 2015 im Veranstaltungsort Zaal 100, Amsterdam entstandenen Aufnahmen erschienen 2016 auf Clean Feed Records.

## Hintergrund
Nach Ansicht von Mark Corroto war Live at Zaal 100 als einmaliges Zusammentreffen konzipiert und entstand, als der portugiesische Trompeter Luis Vicente die in Amsterdam ansässigen Spieler John Dikeman, Wilbert de Joode und Onno Govaert besuchte. Der Trompeter ist außerdem Mitglied des International Improv Ensemble des Gitarristen Jasper Stadhouders. Dieser spielte wiederum Anfang der 2010er-Jahre im Trio Cactus Truck mit seinem Landsmann, dem Schlagzeuger Onno Govaert und dem amerikanischen Saxophonisten John Dikeman.

## Titelliste
- Twenty One 4Tet: Live at Zaal 100 (Clean Feed – CF366CD)[2]

1. Red Moon 6:34
2. Rising Tide 13:38
3. Undertow 5:39
4. Vesuvius 18:22

Die Kompositionen stammen von Luís Vicente, John Dikeman, Wilbert De Joode und Onno Goevart.

## Rezeption
Bei diesem Konzert vom September 2015 kombiniere Vicente sein beeindruckendes handwerkliches Können mit drei gleichgesinnten Musikern, meint Mark Corroto (All About Jazz). Seine Erkundungen im Free Jazz würden mit Don Ayler beginnen, bevor er Don Cherry in das gleiche Vokabular einbinde, das er mit Nate Wooley teile. Die Parts seien gut ausbalanciert mit de Joodes wunderschönem Coll’arco-Bass und der hyperkinetischen Beckenarbeit Govaerts. Der Schluss von „Undertow“ mit seinem stotternden Schwung injiziere kurze, scharfe Tonschüsse, die im Kontrast zu den Eruptionen von „Vesuv“ stünden. Hier steigere die Band den Einsatz mit einer Muskeldemonstration, bevor es zu einem fast friedlichen Ende komme.